# Polygala pterocarpa
Polygala pterocarpa är en jungfrulinsväxtart som beskrevs av R.A.Kerrigan. Polygala pterocarpa ingår i släktet jungfrulinssläktet, och familjen jungfrulinsväxter. Inga underarter finns listade i Catalogue of Life.